# صابر رحمان
صابر رحمان (بنگالی: মোহাম্মদ সাব্বির রহমান؛ زادهٔ ۲۲ نوامبر ۱۹۹۱) بازیکن کریکت اهل بنگلادش است.